# Baradili
Baradili ist eine Gemeinde in der Provinz Oristano in der Region Sardinien in Italien mit 80 Einwohnern (Stand 31. Dezember 2023). Die Gemeinde liegt 43 km südöstlich der Provinzhauptstadt Oristano und 65 km nordwestlich von Cagliari.
Die Nachbargemeinden sind Baressa, Genuri (VS), Gonnosnò, Sini, Turri (VS) und Ussaramanna (VS). Baradili ist die kleinste Gemeinde in Sardinien.